# Vut-Ami Fluctus
Il Vut-Ami Fluctus è una struttura geologica della superficie di Venere.